# Hypselodoris carnea
Hypselodoris carnea is een slakkensoort uit de familie van de Chromodorididae. De wetenschappelijke naam van de soort is voor het eerst geldig gepubliceerd in 1889 door Bergh.